# Tucson Rustlers
Die Tucson Rustlers waren ein US-amerikanisches Eishockeyfranchise der Pacific Hockey League aus Tucson, Arizona.  

## Geschichte
Das Franchise wurde 1978 als Expansionsteam der Pacific Hockey League gegründet. In der Saison 1978/79 belegte die Mannschaft den vierten Platz der regulären Saison. Nachdem die Liga noch während der laufenden Spielzeit vorzeitig aufgelöst wurde, stellten auch die Tucson Rustlers den Spielbetrieb ein.